# Les Fourgs
Les Fourgs là một xã trong vùng hành chính Franche-Comté, thuộc tỉnh Doubs, quận Pontarlier, tổng Pontarlier. Tọa độ địa lý của xã là 46° 50' vĩ độ bắc, 06° 24' kinh độ đông. Les Fourgs nằm trên độ cao trung bình là 1085 mét trên mực nước biển, có điểm thấp nhất là 899 mét và điểm cao nhất là 1246 mét. Xã có diện tích 27.99 km², dân số vào thời điểm 1999 là 1058 người; mật độ dân số là 38 người/km².

## Thông tin nhân khẩu
| 1962 | 1968 | 1975 | 1982 | 1990 | 1999  |
| ---- | ---- | ---- | ---- | ---- | ----- |
| 710  | 742  | 753  | 806  | 941  | 1.058 |